# Сунань-Югурський автономний повіт
38°50′13″ пн. ш. 99°37′00″ сх. д. / 38.83698° пн. ш. 99.61656° сх. д.
Сунань-Югурський автономний повіт (кит. 肃南裕固族自治县, пін. Sùnán Yùgùzú Zìzhìxiàn) — один із повітів КНР у складі префектури Чжан'є, провінція Ганьсу. Адміністративний центр — містечко Хунваньси.

## Географія
Сунань-Югурський автономний повіт переважно лежить у горах Наньшань.

### Клімат
Повіт знаходиться у зоні, котра характеризується високогірним напівпустельним кліматом. Найтепліший місяць — липень із середньою температурою 16,8 °C. Найхолодніший місяць — січень, із середньою температурою -9,4 °С.
| Клімат повіту Сунань-Югур | Клімат повіту Сунань-Югур | Клімат повіту Сунань-Югур | Клімат повіту Сунань-Югур | Клімат повіту Сунань-Югур | Клімат повіту Сунань-Югур | Клімат повіту Сунань-Югур | Клімат повіту Сунань-Югур | Клімат повіту Сунань-Югур | Клімат повіту Сунань-Югур | Клімат повіту Сунань-Югур | Клімат повіту Сунань-Югур | Клімат повіту Сунань-Югур | Клімат повіту Сунань-Югур |
| Показник                  | Січ.                      | Лют.                      | Бер.                      | Квіт.                     | Трав.                     | Черв.                     | Лип.                      | Серп.                     | Вер.                      | Жовт.                     | Лист.                     | Груд.                     | Рік                       |
| Середній максимум, °C     | −1                        | 1,3                       | 5,9                       | 12,4                      | 17,6                      | 21,2                      | 23,1                      | 22,1                      | 18                        | 11,8                      | 5,4                       | 0,8                       | 11,6                      |
| Середня температура, °C   | −9,4                      | −6,8                      | −1,6                      | 5,3                       | 10,9                      | 15                        | 16,8                      | 15,5                      | 11,1                      | 4,3                       | −2,5                      | −7,8                      | 4,2                       |
| Середній мінімум, °C      | −15,7                     | −13,1                     | −7,4                      | −0,6                      | 4,7                       | 9,2                       | 11,4                      | 10                        | 5,7                       | −1,2                      | −8,3                      | −13,9                     | −1,6                      |
| Норма опадів, мм          | 2                         | 2.2                       | 6.8                       | 11.9                      | 31                        | 44.3                      | 64.1                      | 56.7                      | 32.9                      | 10.4                      | 2.8                       | 1.9                       | 267                       |
| Вологість повітря, %      | 43                        | 41                        | 43                        | 42                        | 44                        | 50                        | 57                        | 58                        | 56                        | 50                        | 45                        | 44                        | 47.8                      |
| ------------------------- | ------------------------- | ------------------------- | ------------------------- | ------------------------- | ------------------------- | ------------------------- | ------------------------- | ------------------------- | ------------------------- | ------------------------- | ------------------------- | ------------------------- | ------------------------- |
| Джерело: data.cma.cn      |                           |                           |                           |                           |                           |                           |                           |                           |                           |                           |                           |                           |                           |